# Shelby (Mississipi)
Shelby és una població dels Estats Units a l'estat de Mississipi. Segons el cens del 2000 tenia 2.926 habitants.

## Demografia
Segons el cens del 2000, Shelby tenia 2.926 habitants, 919 habitatges, i 677 famílies. La densitat de població era de 416,9 habitants per km².
Dels 919 habitatges en un 43,3% hi vivien nens de menys de 18 anys, en un 26,3% hi vivien parelles casades, en un 41,7% dones solteres, i en un 26,3% no eren unitats familiars. En el 23,1% dels habitatges hi vivien persones soles el 10% de les quals corresponia a persones de 65 anys o més que vivien soles. El nombre mitjà de persones vivint en cada habitatge era de 3,07 i el nombre mitjà de persones que vivien en cada família era de 3,6.
Per edats la població es repartia de la següent manera: un 37,5% tenia menys de 18 anys, un 9,8% entre 18 i 24, un 24,5% entre 25 i 44, un 15,8% de 45 a 60 i un 12,5% 65 anys o més.
L'edat mediana era de 27 anys. Per cada 100 dones de 18 o més anys hi havia 70,4 homes.
La renda mediana per habitatge era de 17.798 $ i la renda mediana per família de 20.368 $. Els homes tenien una renda mediana de 26.250 $ mentre que les dones 19.554 $. La renda per capita de la població era de 10.567 $. Entorn del 39,9% de les famílies i el 44,5% de la població estaven per davall del llindar de pobresa.

## Poblacions més properes
El següent diagrama mostra les poblacions més properes.